# 中山公园 (杭州)

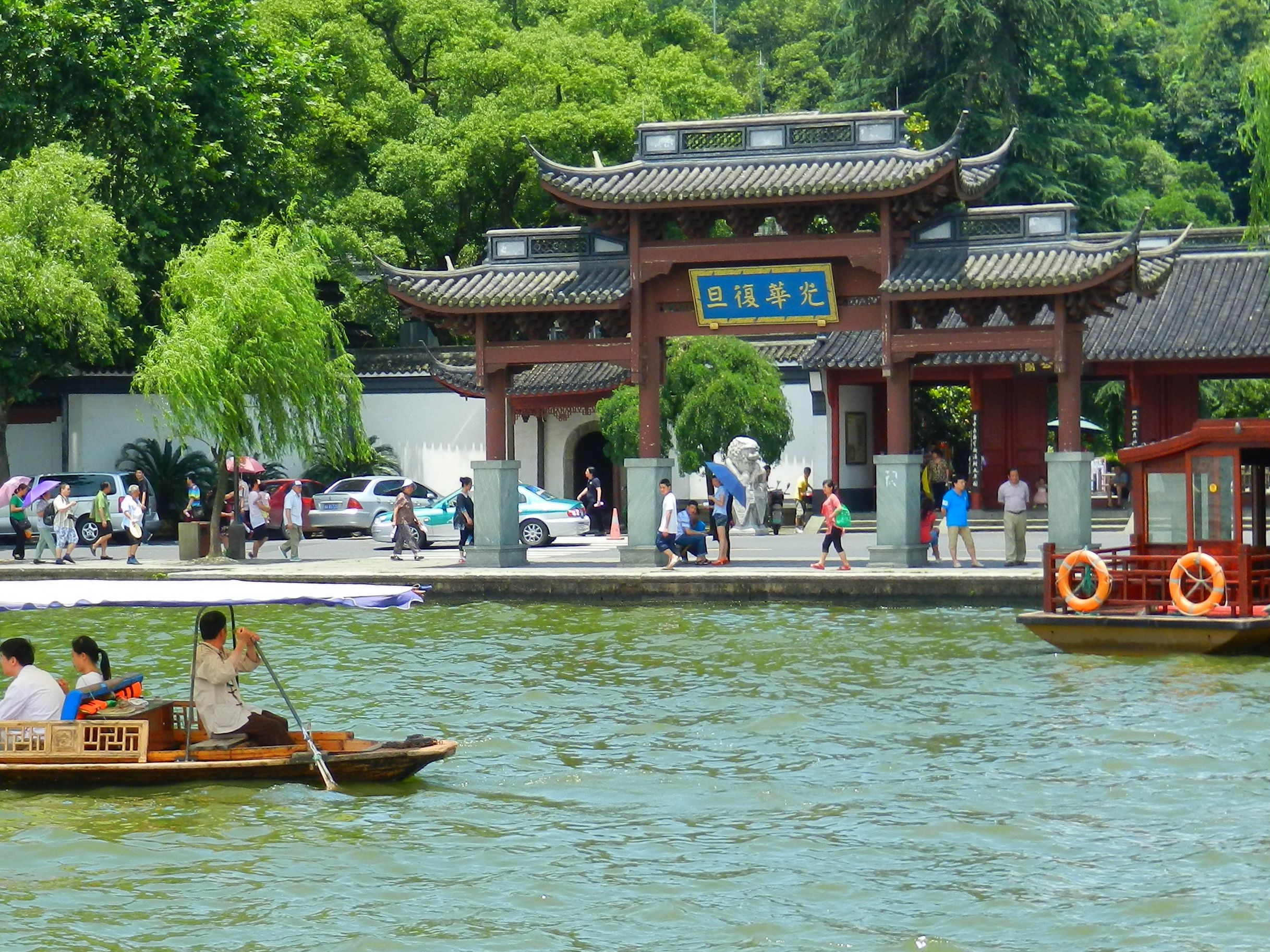
西湖中山公园码头

中山公园，位于杭州市西湖景区的孤山之上，由清行宫遗址改建而来。

## 历史
孤山自南宋开始，就成为了帝王行宫所在。南宋理宗淳祐十二年（1252年），朝廷在孤山西太乙宫和四圣祥佑观等皇家园林，孤山一大半都是御花园。清代康熙南巡时将孤山开辟为行宫，雍正时期改建为圣因寺，咸丰十一年（1861年）行宫建筑失火焚毁，清末为迎接德国威廉皇太子到访，将西太乙宫和圣因寺庭院打通，开辟为御花园。1911年辛亥革命后，圣因寺部分建筑改用作忠烈祠，御花园改称公园。民国十六年（1927年）公园国民政府将公园改名中山公园，用以纪念孙中山。

## 行宮八景

御製西湖八景詩圖
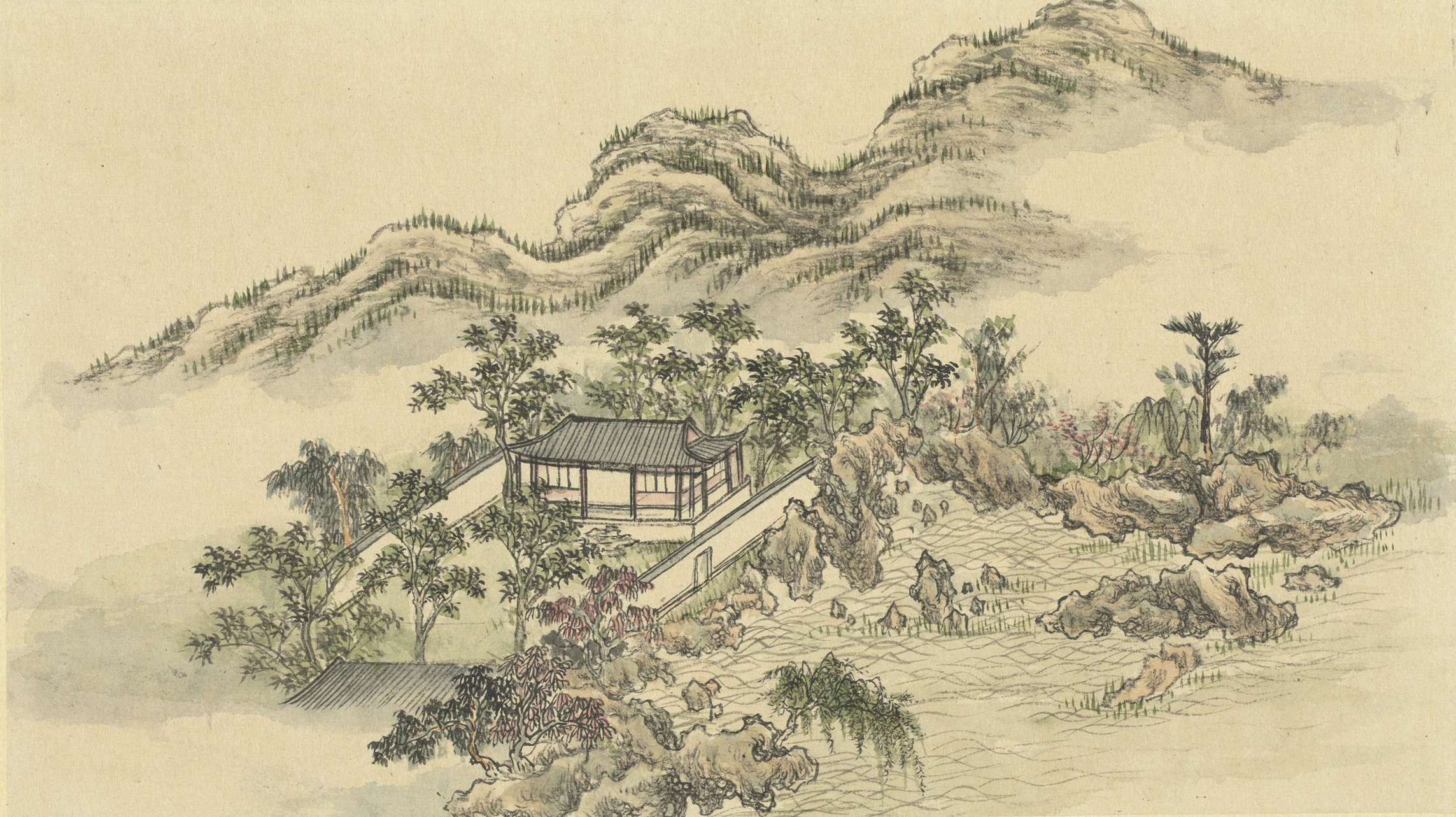
鹫香庭
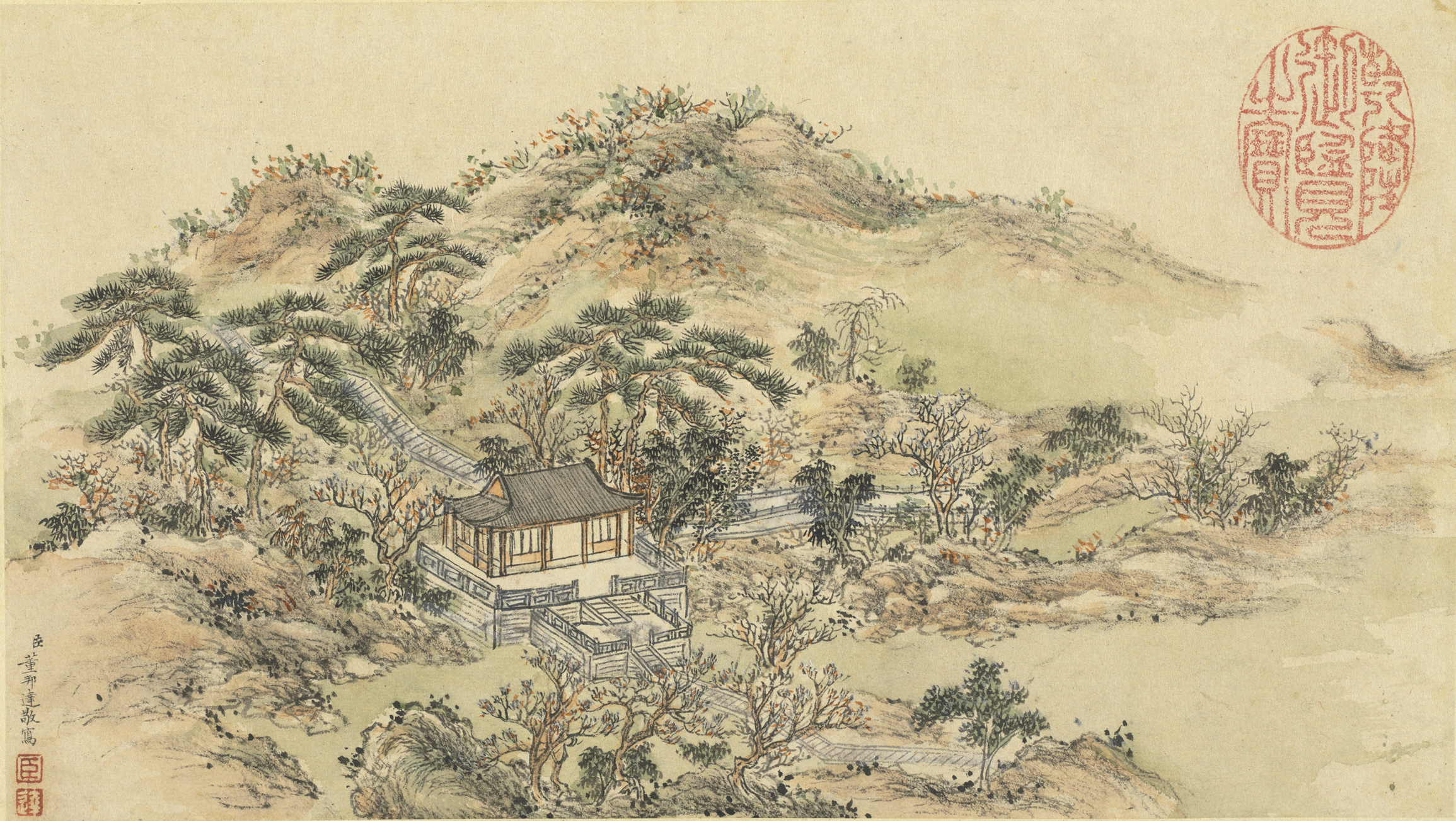
玉蘭堂
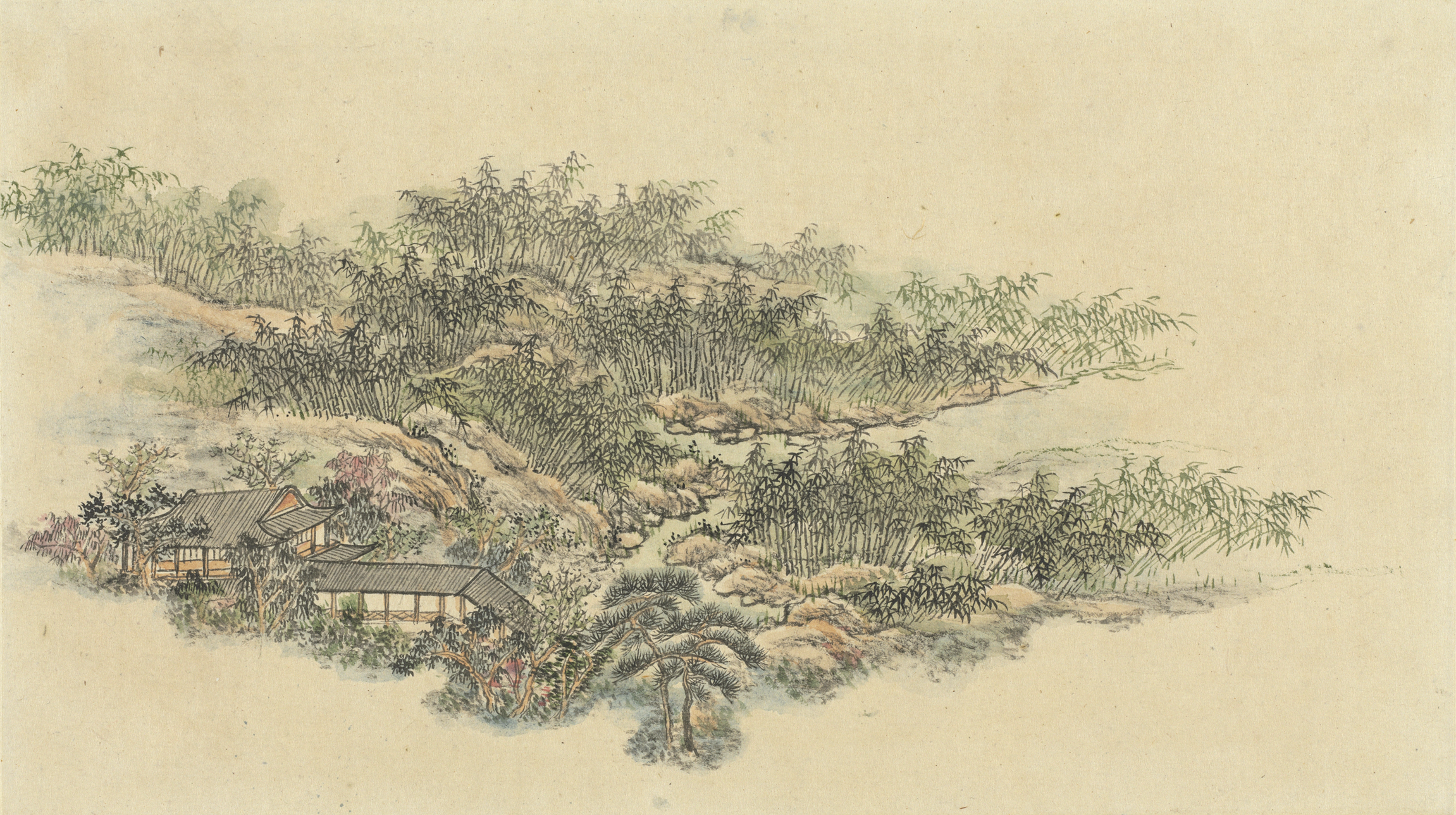
綠雲徑
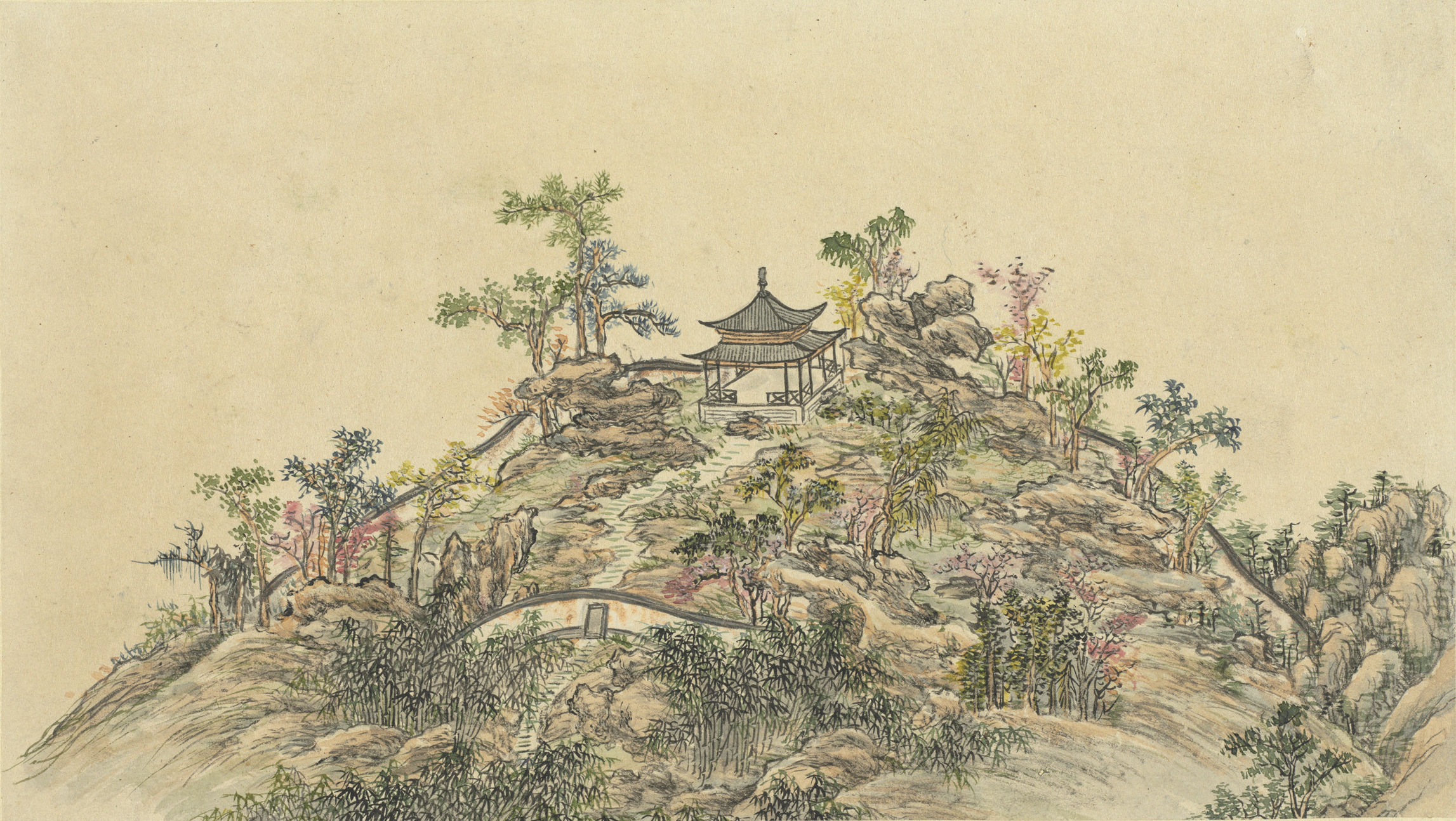
四照亭
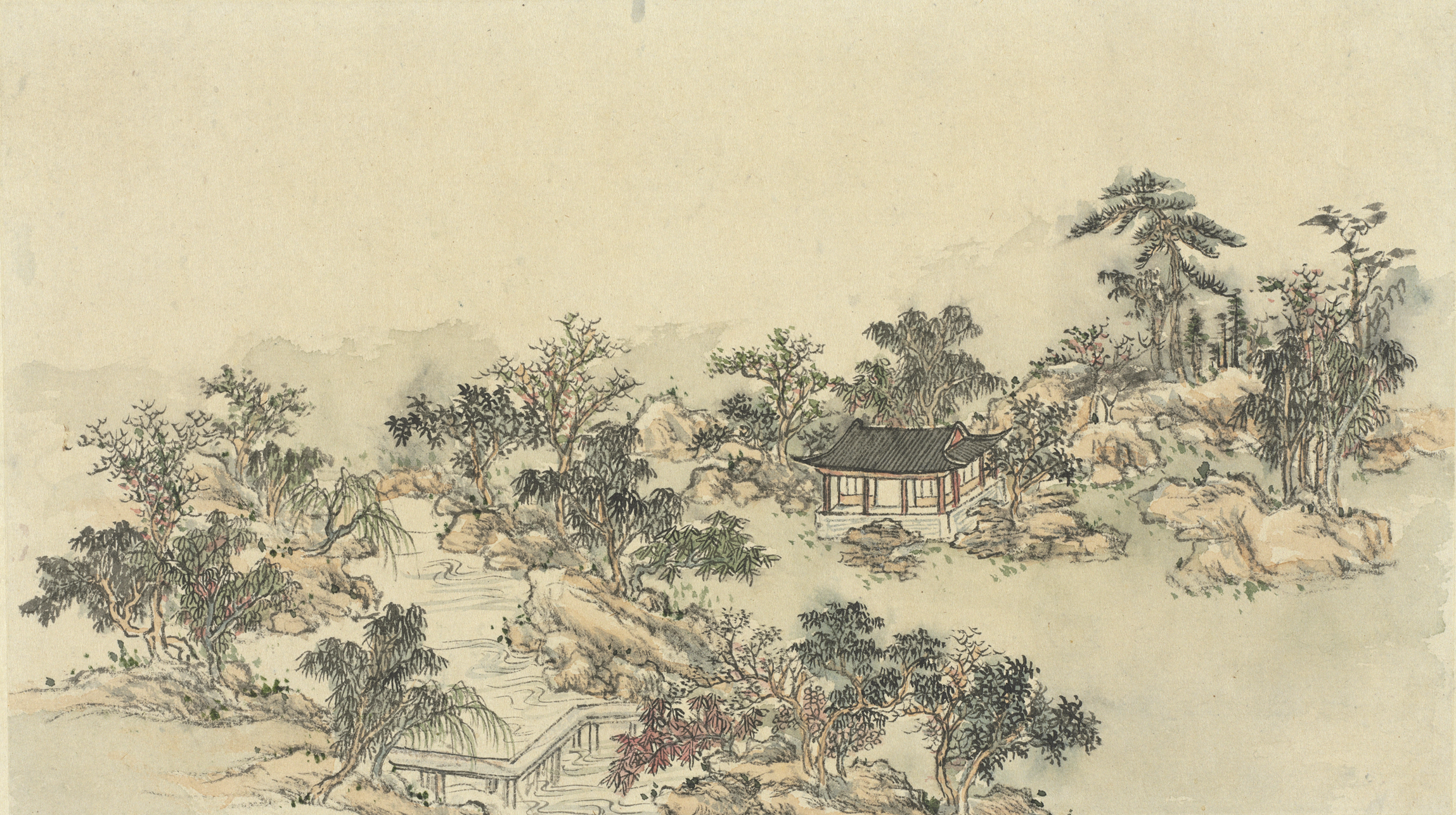
貯月泉
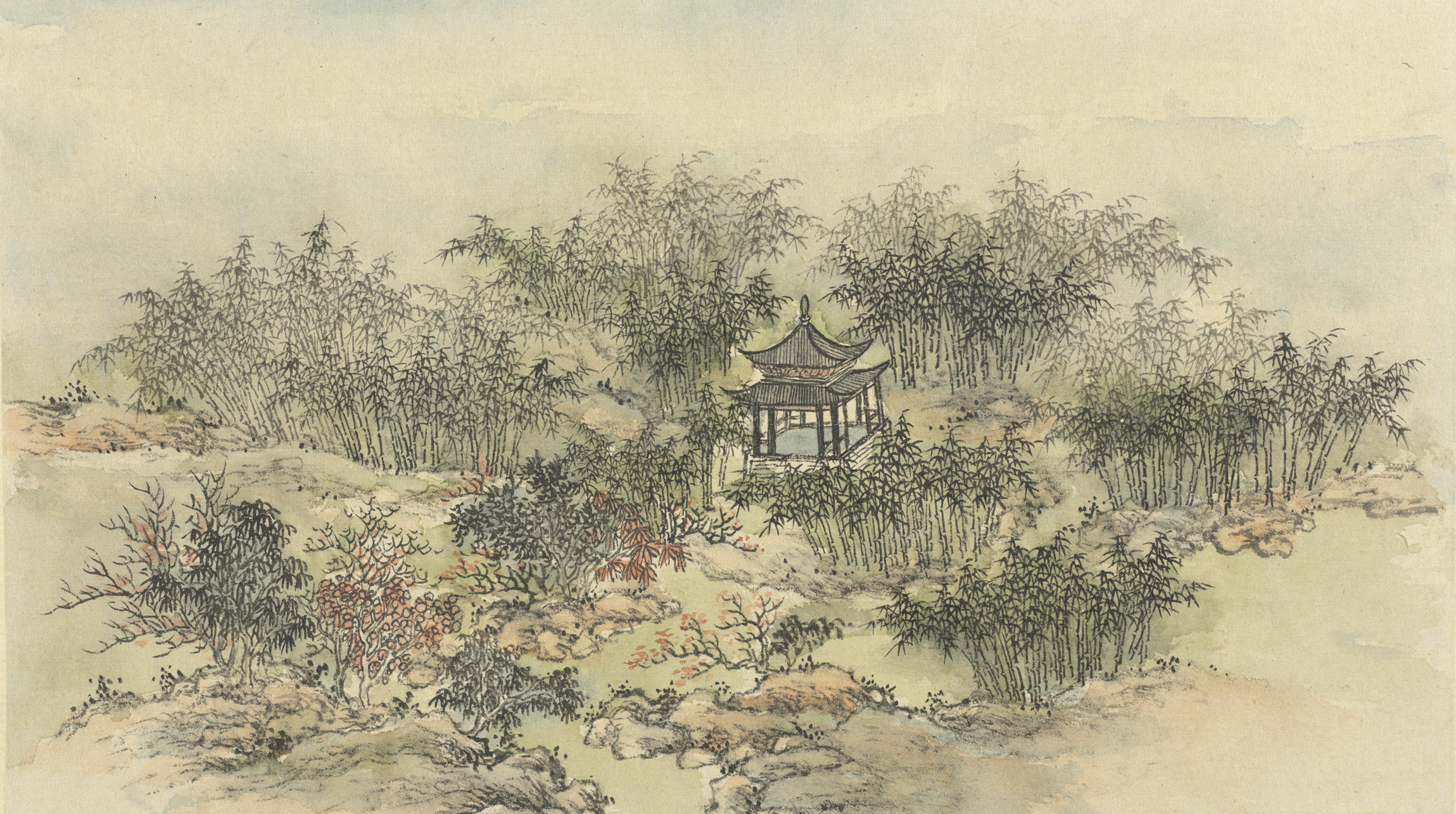
竹涼處
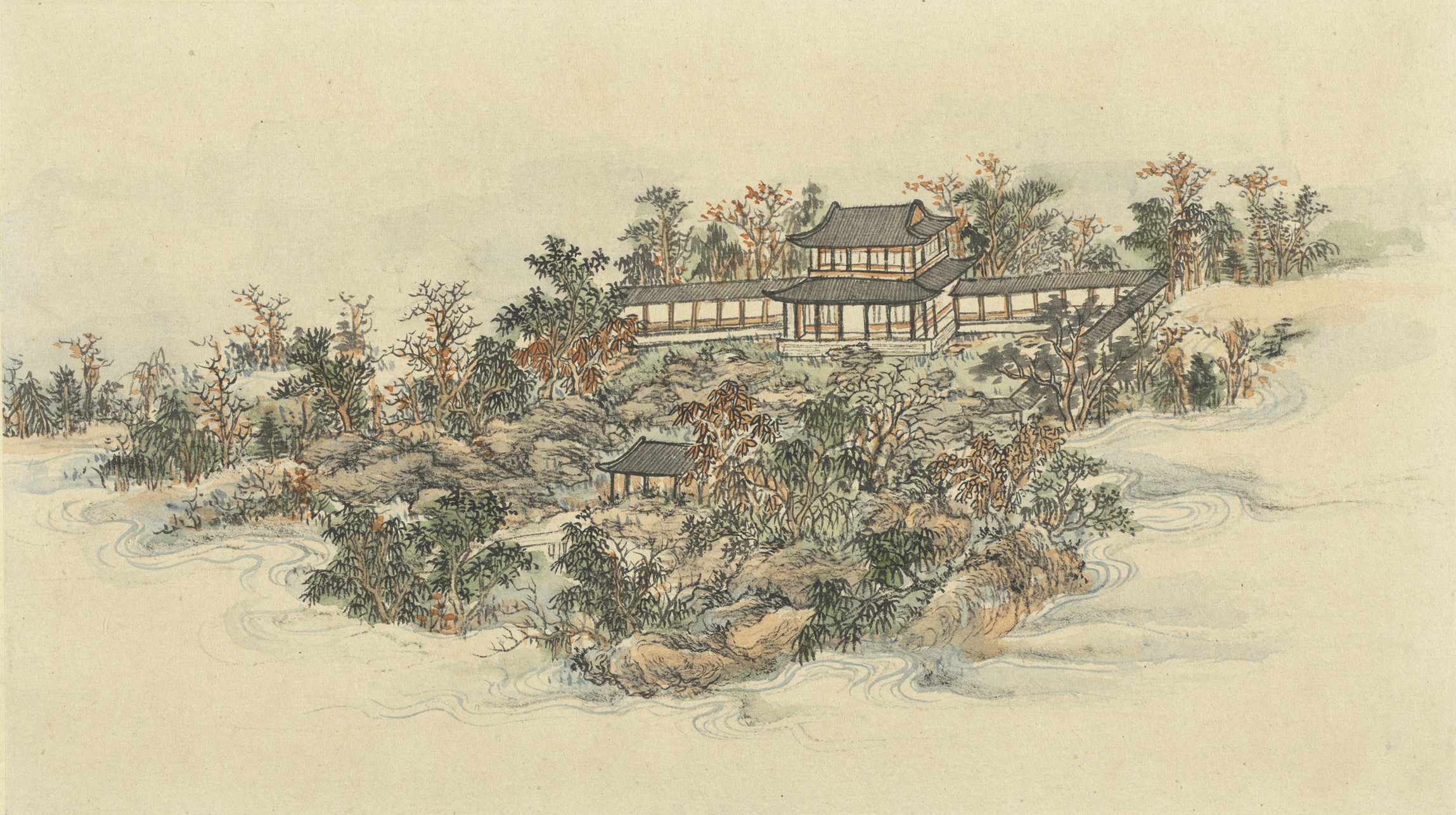
瞰碧樓
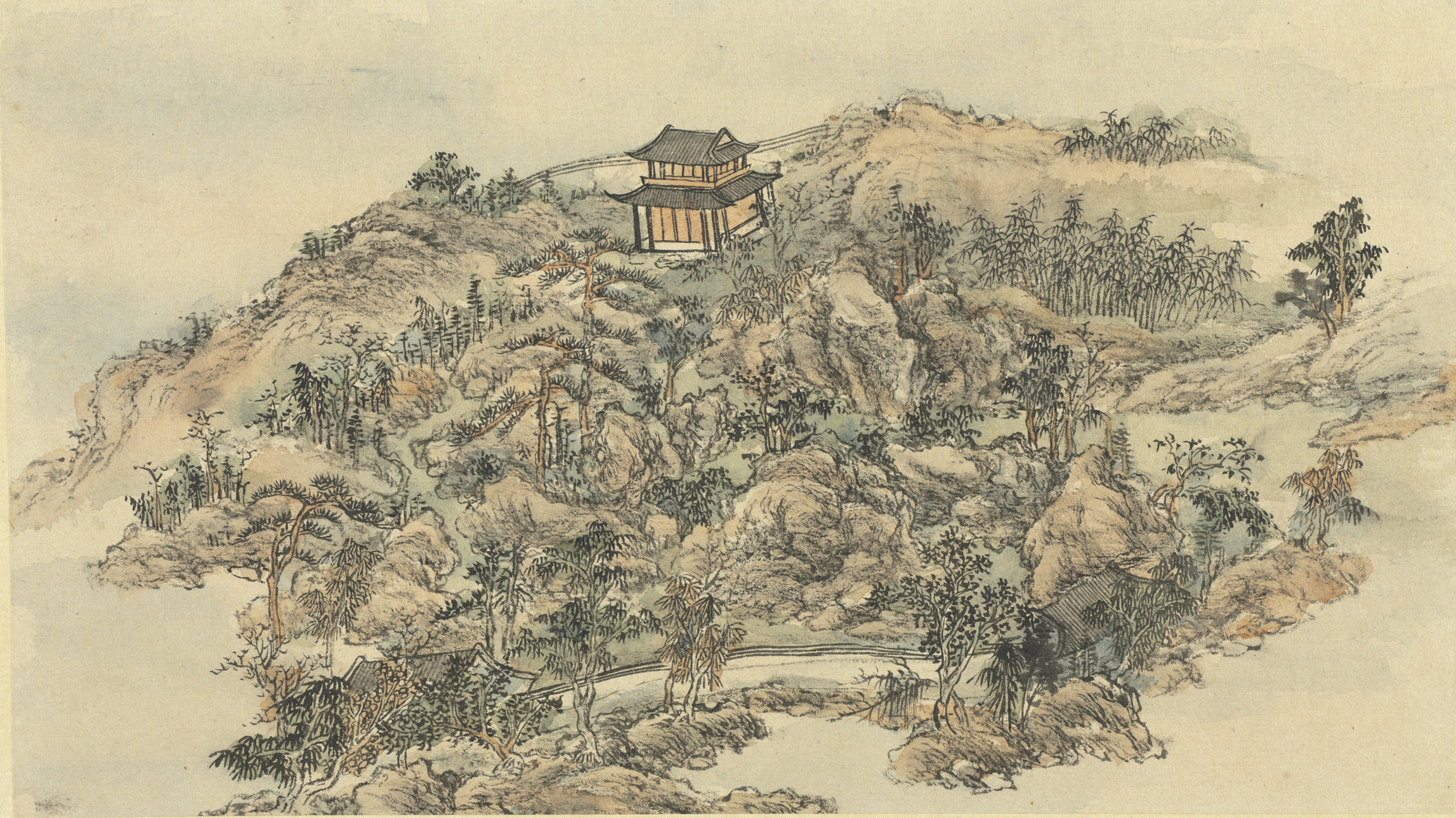
領要閣